# 尾崎和郎
尾崎 和郎（おざき かずお、1931年（昭和6年）12月19日 - 1995年（平成7年）12月24日）は、フランス文学者。
大阪府北河内郡生まれ。1959年京都大学大学院文学研究科仏文科修士課程修了。相模女子大学講師、助教授、1966年成城大学文芸学部助教授、1974年教授。

## 著書
- 『若きジャーナリスト エミール・ゾラ』誠文堂新光社 1982
- 『ゾラ』清水書院 Century books・人と思想 1983、新装版2015

### 翻訳
- ジャン・ドレ『ジイドの青春』全3巻 芸術家の病誌シリーズ 吉倉範光共訳 みすず書房 1959‐1960
- ピエール・マルチノー『フランス自然主義 1870年-1895年』朝日出版社 1968
- フレデリック・デュラン『北欧文学史』毛利三弥共訳 白水社 文庫クセジュ 1977
- モーリス・メーテルリンク『白蟻の生活』工作舎 1981
- ピエール・ギラール『フランス人の昼と夜1852～1879 資本主義黄金期の日常生活』誠文堂新光社 1984

## 参考
- 『ゾラ』著者紹介
- 『人物物故大年表』